# Richard Hamilton (profesor)
Richard Streit Hamilton (Cincinnati, Ohio, 10 de enero de 1943-29 de septiembre de 2024) fue un profesor de matemáticas estadounidense, en la universidad de Columbia.

## Biografía
Posee el Bachelor of Arts desde 1963 de la Universidad de Yale y es doctor en Filosofía desde 1966 por la Universidad de Princeton. Robert Gunning supervisó su tesis sobre las superficies de Riemann. Hamilton ha enseñado en UC Irvine, UC San Diego, Cornell University, and Columbia University.
Las contribuciones matemáticas de Hamilton son principalmente en el ámbito de la geometría diferencial, y más específicamente del análisis geométrico. Es conocido por haber descubierto el flujo de Ricci y por empezar un programa de investigación que, finalmente, terminó Grigori Perelmán con la prueba de la conjetura de geometrización y la solución de la conjetura de Poincaré, el primer problema del milenio que fue resuelto. En agosto de 2006, Perelman fue premiado con la Medalla Fields, pero la rechazó.
Hamilton ha sido premiado con el premio Oswald Veblen en Geometría en 1996 y el premio Clay Research Award en 2003. Fue elegido para la academia nacional de las ciencias de Estados Unidos en 1999 y la Academia de artes y ciencias americana en 2003. También ha recibido el premio AMS por su contribución a la investigación en 2009.
El 18 de marzo de 2010 se anunció que Perelmán cumplía los criterios para recibir el primer premio de los problemas del milenio por el Instituto Clay por haber resuelto la conjetura de Poincaré. El 1 de julio de 2010 Perelmán rechazó el premio, argumentando que él cree que su contribución en probar la conjetura de Poincaré no era mayor que la contribución de Hamilton, quién sugirió por primera vez un programa para su resolución. En junio de 2011 se anunció que el premio Shaw del millón de dólares se dividiría equitativamente entre Hamilton y Demetrios Christodoulou.